# Hyperplatys pardalis
Hyperplatys pardalis es una especie de escarabajo longicornio del género Hyperplatys, tribu Acanthocinini, subfamilia Lamiinae. Fue descrita científicamente por Bates en 1881.
El período de vuelo de la especie se presenta durante el mes de mayo.

## Descripción
Mide 5,3-6,89 milímetros de longitud.

## Distribución
Se distribuye por Guatemala, Honduras y México.